# Kostel svatého Jiří (Tmaň)
Kostel svatého Jiří stojí o samotě na návrší nad obcí Tmaň (okres Beroun) u křižovatky dvou silnic. Původně gotický, v 18. století barokně přestavěný kostel s přilehlým hřbitovem obklopuje ohradní zeď. Je chráněn  jako kulturní památka České republiky.

## Historie
První písemná zmínka o kostele pochází z roku 1315, do husitských válek byl kostelem farním. Další záznamy pocházejí až ze 17. století. Status farního kostela získal znovu v roce 1777, v 19. století proběhly stavební úpravy. V roce 1921, kdy byla ve Tmani založena Církev československá husitská, zůstalo ve farnosti z původního počtu 1480 katolíků z roku 1916 pouhých 151. V následujících letech vedly obě církve o kostel spory, zůstal však katolickým (v obci byl pak postaven Sbor Jiřího z Poděbrad). Po 2. světové válce kostel chátral, v 60. letech byl dokonce v dezolátním stavu, ale větší opravy se dočkal teprve v letech 2000–2002. Iniciátory byly obec Tmaň a římskokatolická farnost, které oslovily s žádostí o sponzorování oprav akciové společnosti Vápenka Čertovy schody, Velkolom Čertovy schody a Českomoravský cement. Dále se na financování podílely obec Tmaň a místní občané, kteří uspořádali sbírku, přispělo také Arcibiskupství pražské a Okresní úřad Beroun. Od roku 2006, kdy došlo ke slučování farností berounského vikariátu, patří kostel jako filiální k římskokatolické farnosti Žebrák.

## Architektura a interiér
Kostel je jednolodní stavba s hranolovou věží v průčelí, čtverhranným presbytářem a po straně přistavěnou sakristií. Střechy věže a sanktusníku byly původně báňovitého tvaru, při úpravách v 19. století je nahradily střechy jehlancové. Průčelí zdobí obraz svatého Jiří. Většina zařízení interiéru je z 19. století. Oltář je pseudobarokní, po stranách stojí sochy svatého Petra a Pavla. Oltářní obraz svatého Jiří namaloval v roce 1835 František Horčička. Další obrazy zobrazují výjev "Ecce homo", svatého Jana Nepomuckého a svatého Vavřince. Z 18. století pochází barokní kazatelna a křtitelnice z červeného mramoru. Uvnitř kostela se dále nachází 13 náhrobních kamenů z let 1488–1614, převážně patřících členům rodů Trmalů z Toušic a Svárovských ze Svárova, které byly do roku 1897 umístěny na vnějších zdech kostela. Kostel má dva zvony. Větší byl v roce 1917 zabaven pro vojenské účely, menší zabavili Němci za 2. světové války (byl nalezen rozbitý v Hamburku).

## Pověst
O původu kostela vyprávějí lidové pověsti. V těchto místech, v hlubokém lese Tmani, zde jednou u studánky pod dubem usnula zbožná dcera rytíře Kotejse z nedalekého hradu. Ve snu se jí zjevil rytíř, probodávající kopím draka, v němž poznala svatého Jiří. Nechala proto na dub pověsit obrázek světce a později zde nechala postavit kapli. Ve verzi vlasteneckého kněze Václava Krolmuse tady jakási panna nechala postavit pohanskou svatyni, která se později změnila v křesťanský kostelík. V pověstech se také vypráví o původně pohanské osadě Budy, která stála pod hradem Kotýz a společně s hradem byla zničena při vpádu cizích nájezdníků; kostelík prý byl zachován, protože jejich velitel byl sám ctitelem svatého Jiří. Podle archeologických nálezů bylo v okolí kostela skutečně pohřebiště, jehož počátky sahají až do doby bronzové.